# Violeta Urmana
Violeta Urmana (Violeta Urmanavičiūtė) (Kazlu Ruda, Comtat de Marijampolė, Lituània, 1 de gener de 1961) és una famosa soprano i mezzosoprano lituana.

## Biografia
Va estudiar piano i després cant a Vílnius. Es traslladà el 1990 a Múnic per perfeccionar els seus estudis amb Astrid Varnay. Va començar la carrera com a mezzosoprano el 1993 i en aquesta tessitura va assolir èxit internacional interpretant els papers d'Amneris, Assutzena, Santuzza i, especialment, el de Kundry, a Parsifal, de Wagner, i la Princesa d'Éboli, al Don Carlo, de Verdi.
Va obtenir gran èxit al Festival de Bayreuth com a Sieglinde, a Die Walküre, i va canviar de tessitura a soprano després d'aquesta i amb Ifigenia, de Gluck, a La Scala de Milà el 2002. El Regne Unit va sentir cantar per primera vegada Urmana com a soprano a Lady Macbeth de Mtsensk, a Edimburg, el 2003.
És actualment una de les principals sopranos en el repertori lírico-dramàtic italià, interpretant Elisabetta a Don Carlo, Aïda Amelia, Maddalena, Gioconda, Leonora, Lady Macbeth, Odabella, Santuzza, Tosca i Norma. En repertori alemany destaca com a Isolda, de Tristan und Isolde, i a Ariadne auf Naxos.
El mes de novembre de 2010 va actuar a l'Auditori de Barcelona, interpretant Rückert-Lieder (1901-1902), de Gustav Mahler, amb l'OBC, sota la direcció de Pablo González. Ha actuat també a València, on ha cantat Parsifal, Ifigenia a Tauris, Medea o Don Carlo. L'any 2019 va actuar al Palau de les Arts de València, dins del cicle Les Arts és Lied, cantant lieder de Schubert i Strauss.
Ha treballat amb Claudio Abbado, Daniel Barenboim, Bertrand de Billy, Pierre Boulez, Riccardo Chailly, James Conlon, James Levine, Jesús López Cobos, Fabio Luisi, Zubin Mehta, Sir Simon Rattle, Donald Runnicles, Giuseppe Sinopoli, Franz Welser-möst i Christian Thielemann.
Violeta Urmana interpreta el paper de Kundry a la pel·lícula de Tony Palmer The Search for the Holy Graal.
Viu a Múnic i està casada amb el tenor Alfredo Nigro.

## Premis
El 2002 va rebre a Londres el prestigiós Premi per a cantants de la Royal Philharmonic Society i el 2009 el premi austríac «Kammersängerin» a Viena.

## Discografia de referència
- Bartók: El castell de Barbablava / Janowski
- Berlioz: La Mort de Cléopâtre / De Billy
- Liszt, Strauss, Berg: Lieder / Schulze
- Mahler: Das Lied von der Erde / Boulez, Urmana, Schade, Vpo
- Mahler: Lieder / Boulez, Vienna PO
- Mahler: Segona Sinfonia / Ono
- Mascagni: Cavalleria rusticana / López Cobos
- Ponchielli: La Gioconda / Viotti
- Verdi: Aida / Chailly (La Scala DVD)
- Verdi: Il trovatore / Riccardo Muti
- Verdi: Don Carlo / Chailly (DVD Amsterdam)
- Verdi. La forza del destino / Mehta (DVD, Firenze)
- Verdi: Oberto / Marriner
- Verdi: Rèquiem / Bychkov
- Wagner: Love Duets / Pappano, Covent Garden
- Wagner: Scenes From The Ring /Pappano
- Wagner: Parsifal, la busqueda del Grial / Gergiev, Tony Palmer film
- Zemlinsky: Complete Orchestral Songs /Conlon